# Małżowina (film)
Małżowina – polski dramat filmowy z 1998 roku wyprodukowany przez Teatr Telewizji, zrealizowany w formie spektaklu telewizyjnego. Swoją premierę miał 9 maja 1999 na antenie TVP2 w cyklu Studio Teatralne Dwójki. Główną rolę pisarza, przeprowadzającego się do mieszkania w kamienicy gra Marcin Świetlicki. Zdjęcia kręcone były na warszawskiej Pradze. 

## Fabuła
Niewyraźnie mówiąca Stara Kobieta wynajmuje pisarzowi M. zaniedbane mieszkanie w kamienicy, gdzie ten chce napisać swoją drugą książkę. Za ścianą słychać odgłosy libacji, agresywne obelgi i wrzaski sąsiadów. M. podsłuchuje część z nich. Szybko też urządza w mieszkaniu parapetówkę. Z czasem narasta jego konflikt z sąsiadem. Mający zamiar napisać książkę M., ogranicza się jednak głównie do picia alkoholu, palenia papierosów i spotkań z prostytutką. Zakończenie nie jest jednoznaczne. Sąsiedzi zostają znalezieni martwi, prawdopodobnie zamordowani siekierą. Po przesłuchaniu M. opuszcza wynajmowane mieszkanie, oddając Starej Kobiecie w zastaw telewizor, a następnie pozbywając się maszyny do pisania.

## Obsada
- M. – Marcin Świetlicki
- Nowy - Maciej Maleńczuk
- Sąsiad - Marian Dziędziel
- Sąsiadka - Elżbieta Jarosik
- Stara kobieta - Krystyna Rutkowska-Ulewicz
- Kolega M. - Muniek Staszczyk
- Prostytutka - Eliza Ryciak
- Śledczy - Mirosław Zbrojewicz
- Koleżanka M. - Edyta Łukaszewska
- Gość - Robert Gonera
- Kolega sąsiada - Arkadiusz Jakubik

i inni

## Ekipa
- Scenariusz i reżyseria – Wojciech Smarzowski
  - Współpraca reżyserska - Robert Gonera, Beata Chlebowska
- Zdjęcia – Andrzej Szulkowski
- Scenografia – Monika Uszyńska
- Muzyka – Tomasz Wojciechowski
- Dźwięk - Andrzej Stryczek
- Montaż – Grażyna Gradoń
- Kostiumy – Agnieszka Kaczyńska
- Charakteryzacja – Beata Gronek
- Kierownictwo produkcji – Ewa Jastrzębska, Leszek Pleszko
- Produkcja – Dariusz Jabłoński, Paweł Konic

## Nagrody
- 1998 - Monika Uszyńska, najlepsza scenografia, Nagrody Indywidualne.
- 1999 - Wojciech Smarzowski, najlepszy film polski, KSF Młodzi i Film[2].

### Nominacje
- 1998 – Wojciech Smarzowski, Złote Lwy.